# Svina
Svina (polsky Świna, německy Swine, pomořansky: Swina) je průliv v Západopomořanském vojvodství v Polsku tekoucí ze Štětínského zálivu do Baltského moře mezi ostrovy Uznojem a Volyň. Průliv je dlouhý 16 km a nejdůležitějším městem ležícím na průlivu je Svinoústí, kde je v provozu bezplatný přívoz.

## Přírodní podmínky
Pohyb vody z Štětínského zálivu do Pomořanského zálivu a obráceně je řízený především větrem, který má značný vliv na směr a rychlost. V průlivu Svina se mísí mořská voda se sladkou buď celkově nebo částečně, což způsobuje salinitu vody, která se mění v rozsahu od 1 ‰ do 8 ‰. Vzhledem k hodnotám změny výšky vodní hladiny, síly větru a salinity bylo vypočteno, že přes průliv Svina odtéká 69 % vod ze Štětínského zálivu do Baltského moře (Pěna 17 %, Dziwna 14%).

## Piastovský kanál
Za Německého císařství byla řeka v letech 1874–1880 přehrazena a prohloubena a byl vytvořen kanál Kaiserfahrt, dnes Piastovský kanál. Tím byla napojena severní část Sviny přímou cestou na Štětínský záliv a pomořanský přístav Štětín. Svina tak nabyla na důležitosti jako nejpřímější spojení s tímto důležitým průmyslovým městem. Území podél Sviny bylo převedeno z Německa na Polsko po druhé světové válce.

## Galerie

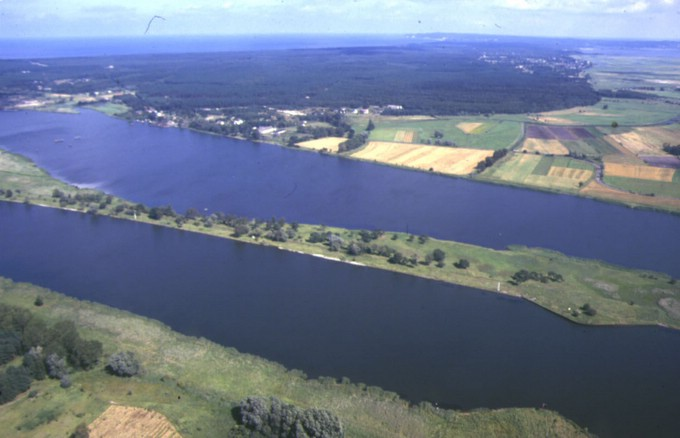
Svina
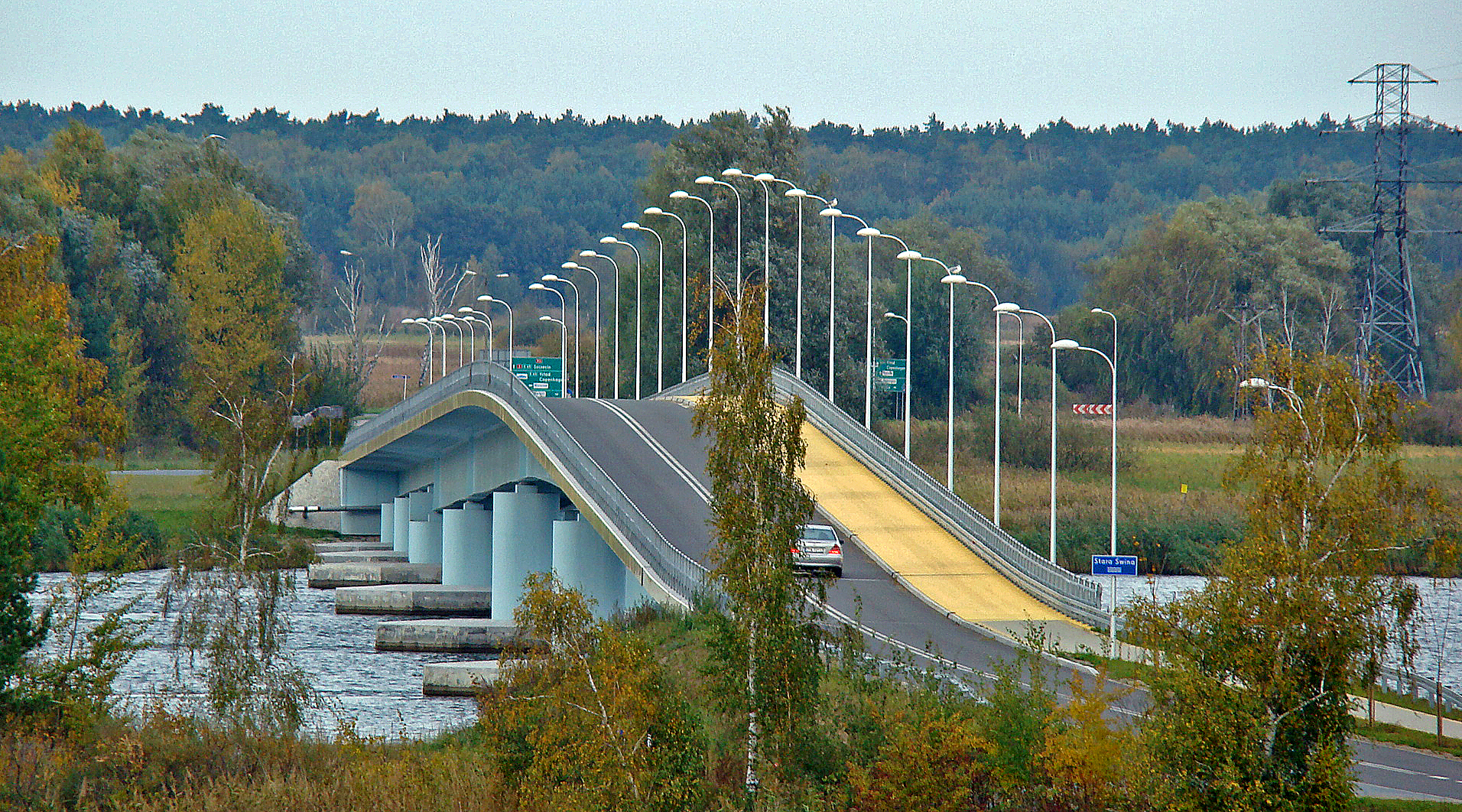
Piastovský most
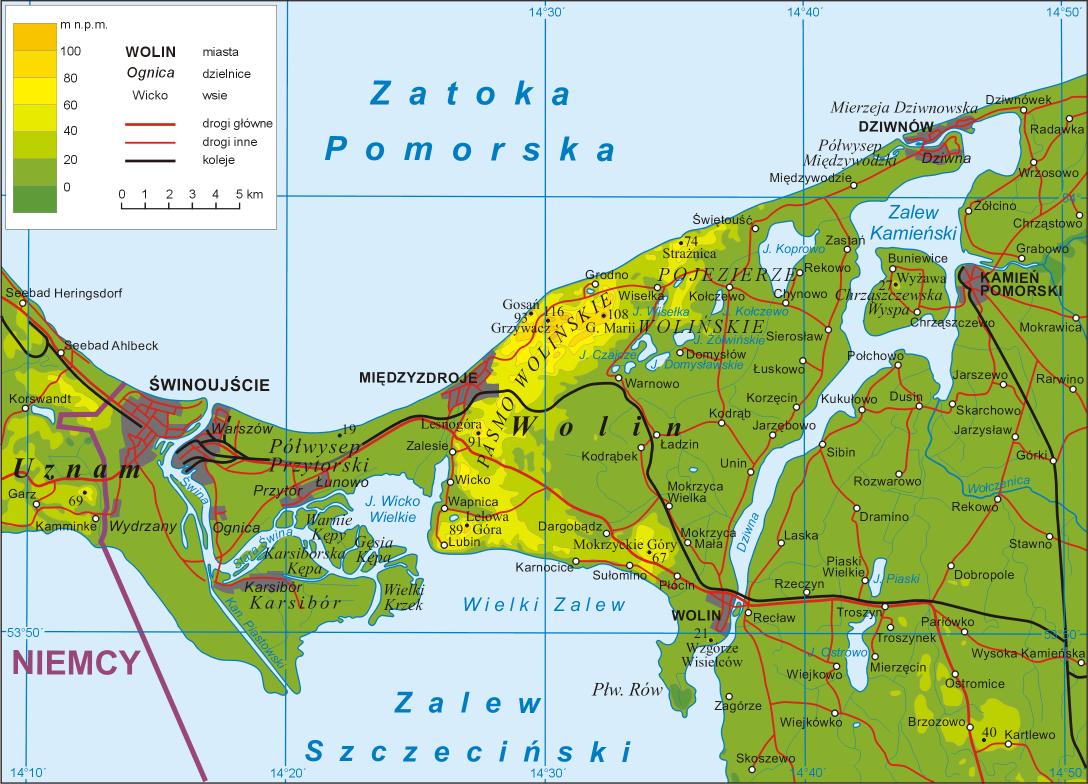
Mapa ostrova Voliň a průlivu Svina
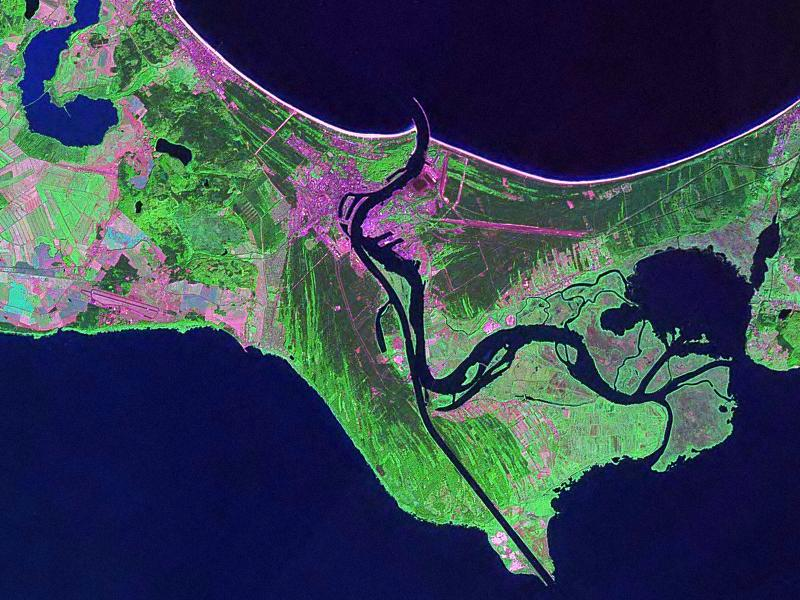
Satelitní snímek Sviny a Piastovského kanálu (na západ od ní)